# Hebdomophruda curvilinea
Hebdomophruda curvilinea är en fjärilsart som beskrevs av W. Warren 1897. Hebdomophruda curvilinea ingår i släktet Hebdomophruda och familjen mätare. Inga underarter finns listade i Catalogue of Life.